# Бањо (Мерт и Мозел)
Бањо (фр. Bagneux) насеље је и општина у североисточној Француској у региону Лорена, у департману Мерт и Мозел која припада префектури Тул.
По подацима из 2011. године у општини је живело 154 становника, а густина насељености је износила 17,91 становника/km². Општина се простире на површини од 8,6 km². Налази се на средњој надморској висини од 270 метара (максималној 306 m, а минималној 243 m).

## Демографија
| 1962. | 1968. | 1975. | 1982. | 1990. | 1999. | 2011. |
| ----- | ----- | ----- | ----- | ----- | ----- | ----- |
| 130   | 137   | 135   | 142   | 131   | 132   | 154   |

График промене броја становника у току последњих година